# Limnosbaena finki
Limnosbaena finki är en kräftdjursart som först beskrevs av Mestrov och Lattinger-Penko 1969.  Limnosbaena finki ingår i släktet Limnosbaena och familjen Halosbaenidae. Inga underarter finns listade i Catalogue of Life.